# Castillo de las Peñas Alcalatenas
El castillo de las Peñas Alcalatenas o de las Peñas Alkalathem fue una fortificación situada sobre la más meridional de las Tetas de Viana, entre Trillo y Viana de Mondéjar, en la provincia de Guadalajara (España).
Hacia el año 886, el caudillo Calib Ben Hafsun mandó fortificar una de las Tetas sobre la que levantó una torre vigía a la que se accedía a través de unas escaleras talladas en la roca de la montaña y desde donde se podía divisar el valle del río Tajo y gran parte de La Alcarria. Probablemente desapareció por el desuso tras la conquista cristiana de la zona. Quedan algunos restos de un aljibe excavado en la roca y algunas piedras correspondientes al inicio de la torre.